# I blodet
I blodet er en dansk film fra 2016. Filmen er instrueret og skrevet af Rasmus Heisterberg, og med Kristoffer Bech, Elliott Crosset Hove, Victoria Carmen Sonne og Aske Bang i hovedrollerne.
Ved Bodilprisuddelingen i 2017 modtog filmen Bodilprisen for bedste danske film.

## Medvirkende
- Kristoffer Bech som Simon
- Elliott Crosset Hove som Knud
- Victoria Carmen Sonne som Emilie
- Aske Bang som Søren
- Mads Reuther som Esben
- Lea Gregersen som Mia
- Esben Dalgaard Andersen som Rune
- Zinnini Elkington som Katrine